# Пожаревачка област
Пожаревачка област је била једна од 33 области Краљевинe СХС. Налазила се на подручју данашње Србије. Седиште јој је било у Пожаревцу. Настала је 1922. када је Краљевина СХС подељена на области, преименовањем ранијег Пожаревачког округа (уз додатак једног дела Крајинског округа, северно од Жагубице?). Постојала је до 1929. године, када је укинута. Делови њеног подручје су укључени у састав Дунавске и Моравске бановине.
Административна подела
Област је садржавала срезове:
- Голубачки
- Звишки (Кучево)
- Млавски (Петровац)
- Моравски (Жабари)
- Пожаревачки
- Рамски (Велико Градиште)
- Хомољски (Жагубица)